# Berkeley Softworks
Berkeley Softworks, später GeoWorks, war ein bekannter Software-Hersteller für viele Heimcomputer der 1980er Jahre. Besonders bekannt wurde Berkeley Softworks mit dem vornehmlich auf 8-Bit-Rechnern des US-amerikanischen Computerherstellers Commodore International verbreiteten Betriebssystem GEOS.
Neben dem Betriebssystem GEOS vertrieb Berkeley Softworks auch weitere Programme wie GeoWrite, GeoPaint, GeoCalc und GeoFile. Das Programm PrintMaster stammt ebenfalls von Berkeley Softworks. Daneben wurden noch zwei Spiele von Data East auf den C64 portiert. Diese waren Karate Champ und Kung-Fu Master.

## Geschichte
1980 verzichtete Brian Dougherty auf einen Job bei IBM, um am Intellivision von Mattel zu arbeiten. Nach einem Jahr verließ er auch Mattel, um mit ehemaligen Mattel-Angestellten Imagic zu gründen. Zwar war Imagic sehr erfolgreich und kämpfte mit Activision um Marktanteile, ging aber mit dem Video Game Crash in den USA (1983–1985) bankrott.
Brian Dougherty gründete im Jahre 1983 zunächst die Firma The Softworks, um mit einem Batteriehersteller ein Computersystem namens Sky Tray zu entwickeln.
Im Jahre 1990 wurde der Name in GeoWorks geändert und noch im Herbst desselben Jahres zeigte man auf der COMDEX in Las Vegas mit GeoWorks Ensemble 1.0 eine GEOS-Version für IBM-PC-Kompatible der Weltöffentlichkeit. Diese grafische Benutzeroberfläche PC/GEOS gewann in den folgenden Jahren nicht nur viele Anhänger, sondern auch einige bemerkenswerte Preise. Es brachte Microsoft in Bedrängnis, weil man eine Gefahr für die Produkte Works und Windows 3.1 sah. GeoWorks blieb stark und war sogar über zwei Jahre führender Betriebssystemhersteller. Doch das SDK für GEOS kam erst im Jahre 1993 auf den Markt und PC/GEOS blieb 16-bittig. Erst mit dem 32-Bit-Betriebssystem Windows 95 konnte Microsoft wieder seine Vorherrschaft im Bereich von Benutzeroberflächen in Anspruch nehmen.
Bei GeoWorks wandte man sich Ende der Neunziger vom Desktop ab hin zu funkgestützter Kommunikation sowie Dienstleistungen in diesem Bereich. Darauf folgte eine kurze aber erfolgreiche Zeit, in der namhafte Firmen wie Novell, Amazon und Hewlett Packard investierten. 2003 wurde die Firma jedoch von einem Investor aus Texas übernommen und liquidiert.